# Ansouis
Ansouis is een gemeente in het Franse departement Vaucluse (regio Provence-Alpes-Côte d'Azur) en telt 1105 inwoners (2006). De plaats maakt deel uit van het arrondissement Apt. Ansouis is lid van Les Plus Beaux Villages de France.

## Geografie
De oppervlakte van Ansouis bedraagt 17,5 km², de bevolkingsdichtheid is 62,3 inwoners per km².

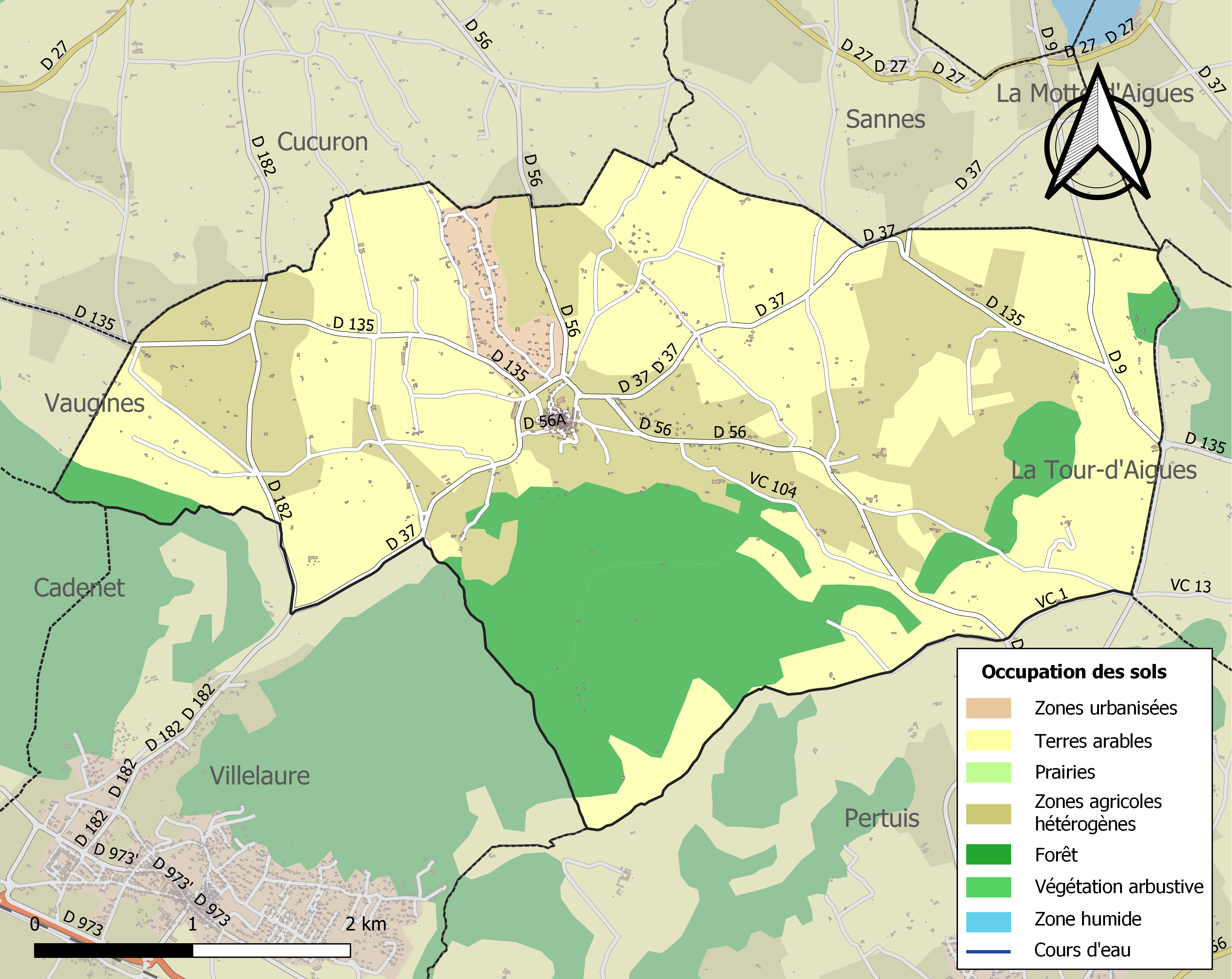
Kaart van de gemeente met de belangrijkste infrastructuur, bodemgebruik en omliggende gemeenten

## Demografie
Onderstaande figuur toont het verloop van het inwonertal (bron: INSEE-tellingen).